# Navegação de longo curso
A navegação de longo curso, também conhecida como navegação oceânica ou de alto-mar, refere-se ao transporte marítimo em rotas internacionais, geralmente cruzando oceanos e conectando portos de diferentes nações. Diferencia-se da cabotagem, que ocorre ao longo da costa de um mesmo país ou entre países próximos, sem perder a costa de vista. Este tipo de navegação é fundamental para o comércio global, transporte de mercadorias, passageiros e recursos energéticos, sendo um pilar da economia mundial desde a Antiguidade.

## Etimologia
O termo "longo curso" deriva da expressão latina cursus (curso, trajeto) e reflete a natureza de viagens extensas, muitas vezes realizadas em alto-mar, longe da costa. Em português, a expressão ganhou uso técnico para designar navegações transoceânicas, especialmente a partir da Era dos Descobrimentos.

## História
A navegação de longo curso tem raízes na Antiguidade, com povos como os fenícios, gregos e romanos estabelecendo rotas comerciais no Mediterrâneo e além. Seu desenvolvimento significativo ocorreu durante a Era dos Descobrimentos (séculos XV a XVII), quando potências europeias, como Portugal e Espanha, utilizaram avanços em cartografia, construção naval e instrumentos de navegação, como o astrolábio e a bússola, para explorar territórios distantes.
Os portugueses, sob a liderança de figuras como Vasco da Gama e Fernão de Magalhães, estabeleceram rotas para a Índia, Ásia e Américas, utilizando caravelas e naus adaptadas para longas viagens. No século XIX, a introdução de navios a vapor e, posteriormente, a diesel, revolucionou a navegação de longo curso. No século XX, os navios porta-contêineres transformaram o comércio marítimo, padronizando o transporte de mercadorias.

## Características
A navegação de longo curso apresenta características distintas:
- Distância e duração: Rotas frequentemente ultrapassam milhares de milhas náuticas, exigindo semanas ou meses de viagem.
- Autonomia: Navios são projetados para operar em alto-mar, com suprimentos, combustível e sistemas de suporte.
- Navegação avançada: Utiliza GPS, radar e cartas náuticas digitais, além de previsões meteorológicas.
- Regulamentação: Regida por convenções da IMO, como a SOLAS.[5]

Os principais tipos de navios incluem porta-contêineres, petroleiros, graneleiros e navios de cruzeiro.

## Importância econômica e cultural
A navegação de longo curso é essencial para a economia global, facilitando o comércio de bens como eletrônicos, alimentos e combustíveis. Segundo a UNCTAD, o transporte marítimo representa mais de 80% do comércio mundial em valor. Portos como Singapura, Roterdã e Xangai são centros logísticos cruciais.
Culturalmente, promoveu o intercâmbio de ideias, religiões e tecnologias. Durante a Era dos Descobrimentos, a chegada de europeus à Ásia e Américas resultou em trocas significativas, embora com impactos negativos, como a colonização.

## Desafios
A navegação de longo curso enfrenta desafios modernos:
- Impacto ambiental: Emissões de gases de efeito estufa e poluição por óleo. A IMO visa reduzir emissões em 50% até 2050.[5]
- Pirateria: Regiões como o Chifre da África e o Estreito de Malaca são vulneráveis.[7]
- Custos logísticos: Flutuações nos preços de combustíveis afetam a viabilidade.
- Mudanças climáticas: Novas rotas, como a Passagem do Nordeste, geram riscos ambientais.[6]